# Hästskotjärnen (Piteå socken, Norrbotten, 727211-170167)
Hästskotjärnen är en sjö i Piteå kommun i Norrbotten och ingår i Åbyälvens huvudavrinningsområde.